# Asedio de Baria
Baria era una localidad de origen fenicio situada junto a la desembocadura del río Almanzora, en la actual población de Villaricos (Almería). Se cree que fue fundada en el siglo VII a. C. Durante la segunda guerra púnica, fue objeto de un asedio por parte del ejército romano comandado por Publio Cornelio Escipión Africano.

## Antecedentes
Las colonias púnicas de la costa mediterránea fueron objeto de atención por parte de sus enemigos romanos desde comienzos de la segunda guerra púnica. En 217 a. C. está documentada una campaña contra diversas localidades de la costa mediterránea peninsular por parte del general romano Cneo Cornelio Escipión. En el curso de la misma fueron atacadas las ciudades de Onussa, Cartago Nova, Longuntica y Ebusus. Años más tarde, en la primavera de 209 a. C., Publio Cornelio Escipión Africano, capturó Cartago Nova en una acción relámpago. Esta ciudad era una de las principales plazas en manos cartaginesas y sede de buena parte de su flota.

## Desarrollo del asedio
Tras la toma de Cartago Nova y la captura en su puerto de la mayor parte de la flota enemiga, Escipión prosiguió su campaña contra Baria, ciudad costera situada unos 80 km al sur de Cartago Nova. Los detalles sobre las operaciones militares son desconocidos, pero por las fuentes sabemos que le llevó un tiempo poder hacerse con su control.
El episodio es conocido gracias a una anécdota que narran las tres fuentes que tratan el tema, relacionada con la autoconfianza de Escipión en tomar la localidad en dos o tres días desde el momento en que unos soldados le requerían audiencia para resolver una disputa.
Aunque no existe una referencia temporal explícita sobre el año en que sucedió su captura, por el desarrollo de las campañas de Escipión en los años sucesivos, no hay constancia que ninguna tuviese esta área geográfica como zona de operaciones, por lo que su cercanía a Cartago Nova lleva a situar su caída en el mismo año que esta.

## Acontecimientos posteriores
Tras esta operación, conocemos que Escipión invernó con su ejército en Tarraco. La captura de Baria junto a la de Cartago Nova durante el año 209 a. C. abrió para Roma dos vías de penetración hacia la cabecera del Guadalquivir. Una a través del Valle del Guadalentín y otra a través del Valle del Almanzora.